# Mário Pires
Mário Pires (ur. 1949 lub 1950) – gwinejski polityk, premier Gwinei Bissau w latach 2002–2003.

## Życiorys
Był członkiem Partii na rzecz Odnowy Społecznej (PRS), z której wywodził się też urzędujący od 2000 roku prezydent Kumba Ialá. Pracował wcześniej jako ekonomista. Od 2000 był szefem gabinetu prezydenta. 17 listopada 2002 roku został czwartym powołanym przezeń premierem. Dzień wcześniej prezydent rozwiązał parlament, a Pires miał sprawować swój urząd przejściowo do czasu przeprowadzenia wyborów. Głosowanie jednak przekładano z lutego na kwiecień, następnie na październik i listopad 2003. W kraju dochodziło do protestów ze względu na niewypłacanie pensji. Niepokoje społeczne i czwarta zmiana daty wyborów skłoniły generała Veríssimo Correia Seabrę do przeprowadzenia bezkrwawego puczu wojskowego, który obalił premiera i prezydenta, zmuszonych do zrzeczenia się urzędów. Pires i Ialá zostali osadzeni w areszcie domowym, a na ich stanowiska zostali wkrótce zainstalowani odpowiednio Artur Sanhá i Henrique Rosa.
Po uwolnieniu razem z częścią działaczy PRS popadł w konflikt z byłym prezydentem. W przeciwieństwie do niego w drugiej turze wyborów prezydenckich z 2005 poparł Malaya Bacai Sanhá, który jednak przegrał z popieranym przez Ialę João Bernardo Vieirą. Pires został później szefem państwowej spółki wodociągowo-energetycznej.